# 大阪市立大正北中学校
大阪市立大正北中学校（おおさかしりつ たいしょうきた ちゅうがっこう）は、大阪府大阪市大正区にある公立中学校。
大阪市立大正中央中学校の生徒数が増えたことや同校の校区が広かったことなどを背景に、地域住民より大正中央中学校を分割して新中学校を建設してほしいという要望と住民運動が起こった。地域からの要望や運動を背景に、大正中央中学校より分離する形で、1978年に大正区で4番目の公立中学校として創立した。
地域のボランティア活動や、校区内の小学校との連携などに力を入れている。

## 沿革
- 1977年9月 - 建設開始。
- 1978年4月1日 - 大阪市立大正北中学校として現在地に開校。大阪市立大正中央中学校より2年生を移籍。
- 1979年12月6日 - 開校記念式典を実施。
- 1992年 - 標準服を改定（この年入学の新1年生より）。

## 通学区域
- 大阪市立北恩加島小学校と大阪市立泉尾東小学校の通学区域。

大阪市大正区 北恩加島1丁目・2丁目、北村1丁目-3丁目、泉尾7丁目（一部）、千島3丁目（一部）。

## 交通
- 大阪シティバス 大正区役所前バス停 西へ約250m。
- シティバス 済生会泉尾病院前バス停 東へ約100m。
- 大阪環状線･Osaka Metro長堀鶴見緑地線 大正駅 南へ約2.1km。